# 大原観山
大原 観山（おおはら かんざん、1818年 - 1875年4月11日）は、伊予国出身の儒者。本名は有恒。通称は武右衛門。

## 人物
- 正岡子規の外祖父にあたる。伊予松山藩士加藤重孝の次男として生まれ、大原家の養子となる。大原家の長女と結婚し、昌平坂学問所舎長を経て、松山藩藩校明教館教授となる。
- 明治維新後は、私塾で孫の正岡常規（後の子規）を教えていた。亡くなるまでは丁髷を切ることはなかった。
- 外交官、貴族院議員の加藤恒忠は三男である。